# Ducado de Apulia y Calabria
El condado de Apulia y Calabria, más tarde ducado de Apulia y Calabria, era un estado normando fundado por Guillermo Brazo de Hierro en 1042 que abarcaba Gargano, Capitanata, Puglia, Campania, y Vulture. El condado se transformó en ducado cuando Roberto Guiscardo fue elevado al rango de duque por el papa Nicolás II en 1059. Su capital estuvo originariamente Melfi, pero, a partir de 1077, pasó Salerno.
El ducado desapareció en 1130, cuando el último duque de Apulia y Calabria, Roger II de Sicilia, se convirtió en rey de Sicilia. El título de duque fue posteriormente utilizado intermitentemente para el heredero del reino de Sicilia.

## Creación
Drogo de Altavilla fue investido «conde de Apulia y Calabria» por el emperador Enrique III, que le arrebató esos territorios a Guaimario IV de Salerno.
Guillermo Brazo de Hierro, que regresó en septiembre de 1042 a Melfi, fue reconocido por todos los normandos como jefe supremo. Se dirigió a Guaimario IV, príncipe de Salerno, y a Ranulfo Drengot, conde de Aversa, y ofreció a ambos una alianza. Con la unificación de las dos familias normandas, Altavilla y Drengot, Guaimario IV ofreció el reconocimiento oficial de las conquistas y al final del año, una asamblea de barones lombardos y normandos en Melfi se reunió con Ranulfo y Guillermo, que terminó a principios del año siguiente (1043). En esta reunión, Guaimario IV aseguró el dominio de Guillermo sobre Melfi. Guillermo Brazo de Hierro juntó y organizó sus posesiones para diferenciarse a sí mismo de Ranulfo I de Aversa, jefe de los territorios de Campania. Todos los barones presentes ofrecieron un homenaje como vasallos de Guaimar, que reconoció a Guillermo I como el primer poseedor del título de conde de Apulia. Para asegurar los territorios a su descendencia, Guaimar le ofreció a Guillermo casarse con su sobrina Guida, hija de Guido. Guaimar confirmó el título de conde de Ranulfo y, así, creó el condado de Puglia.

El sur de Italia poco antes del año 1000

Guillermo declaró que la primera capital del condado, y el hogar de la corona sería Melfi, ciudad que quedaría fuera de la partición. Siguió siendo la capital durante cuarenta años antes de que esta se trasladase a Salerno: el centro de la ciudad se dividió en doce distritos, cada uno de ellos con un palacio y el control de esa zona de la ciudad.
En 1077 Salerno fue conquistada y dejó de ser la capital de su gran principado, y sus una vez extensos dominios fueron incluidos en el ducado de Apulia y de Calabria, el señorío peninsular de la Casa de Altavilla, del que fue por algunos años la capital administrativa. En efecto los normandos crearon un prototipo de estado en el sur de Italia, uniendo sus posesiones en Puglia-Calabria con las del Principado de Salerno, que fue el precursor del Reino de Sicilia creado en 1130.
En efecto Salerno continuó siendo la ciudad más importante de la Italia meridional hasta el final del dominio de los Altavilla en 1194, cuando fue destruida completamente por el emperador Enrique VI por haber secuestrado a su esposa Constanza (que fue la madre de Federico II). El emperador, por el mismo motivo, hizo de Nápoles la ciudad principal del sur de Italia, en perjuicio de Salerno. Desde entonces Salerno —reducida a unos pocos miles de habitantes— perdió importancia en favor de Nápoles, que se convirtió en la capital del reino homónimo en los siglos del Renacimiento italiano.

## Lista de condes y duques
Guillermo es generalmente considerado el primer conde de Apulia y Calabria. En 1047, el emperador Enrique III se le retiró el título ducal a Guaimar. Bautizó al hermano y sucesor de Guillermo Drogo  Dux et Magister Italiae comesque Normannorum totius Apuliae et Calabriae y lo hizo vasallo directo del emperador.
Condes
- 1042-1046: Guillermo Brazo de Hierro, Guillermo I de Altavilla
- 1046-1051: Drogo de Altavilla , hermano del anterior
- 1051-1057: Hunifredo de Altavilla, hermano de los anteriores
- 1057-1059: Roberto Guiscardo,  hermano de los anteriores, obtuvo el título de duque en 1059

Duques
- 1059-1085: Roberto Guiscardo
- 1085-1111: Roger I Borsa, hijo del precedente
- 1111-1127: Guillermo II de Apulia, hijo del precedente

En 1127 el ducado pasó al conde de Sicilia. Fue usado después de manera intermitente como un título para el heredero. 
- 1127-1134: Roger II, primo de Roger Borsa, también rey de Sicilia (1130-1154)
- 1134-1148: Roger III, hijo del precedente
  - 1137-1139: Ranulfo, candidato del papa Inocencio III y del emperador Lotario II
- 1148-1154: Guillermo III, hermano del precedente, también Guillermo I rey de Sicilia (1154-66)
- 1154-1161: Roger IV, hijo del anterior, también Guillermo II rey de Sicilia

El título quedó vacante al morir Roger IV. Puede haber sido utilizado de nuevo durante un corto tiempo por Guillermo IV de Altavilla, también Guillermo II rey de Sicilia. Fue recuperado por el rey Tancredo  para su hijo mayor en 1189.
- 1181: Guillermo II de Sicilia
- 1189-1193: Roger V,  también Roger III de Sicilia, rey de Sicilia

1193-1194 : Guillaume V de Hauteville (rey Guillermo III de Sicilia).